# Pier Leone Ghezzi

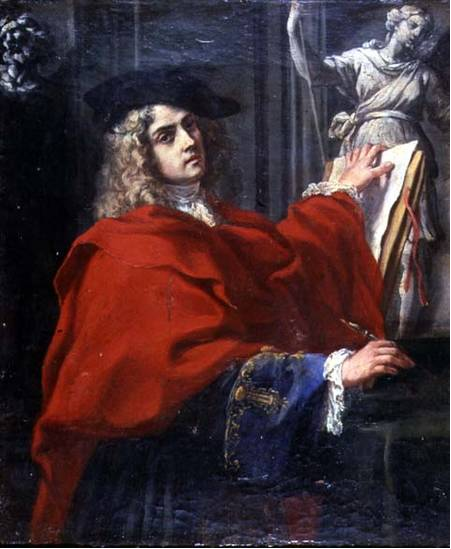
Pier Leone Ghezzi: Selbstbildnis 1702

Pier Leone Ghezzi (* 28. Juni 1674 in Rom; † 6. März 1755 ebenda) war ein italienischer Maler, Radierer und Zeichner.

## Leben
Pier Leone Ghezzi war Schüler seines Vaters Giuseppe Ghezzi und auch auf dem Gebiet der Fresko- und Emailmalerei tätig. Papst Benedikt XIV. ernannte ihn zum Direktor der Mosaizistenschule und der Galerien.
Seinen Ruf verdankt er vor allem seinem Geschick für die Karikaturzeichnung. Er hatte die Gabe, seinen Personen trotz der Verzerrung der Gesichtszüge eine überraschende Ähnlichkeit zu geben.

## Galerie

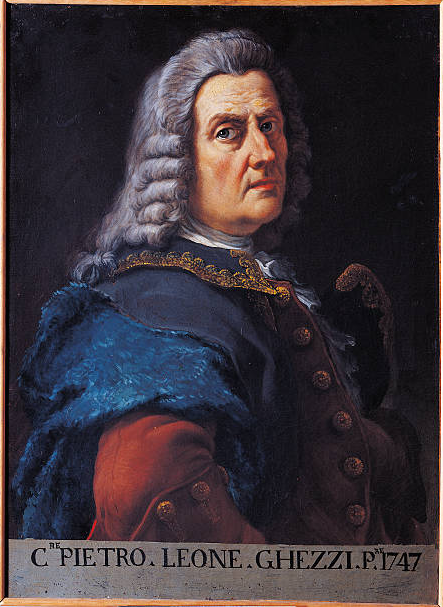
Selbstbildnis von Pier Leone Ghezzi, 1747
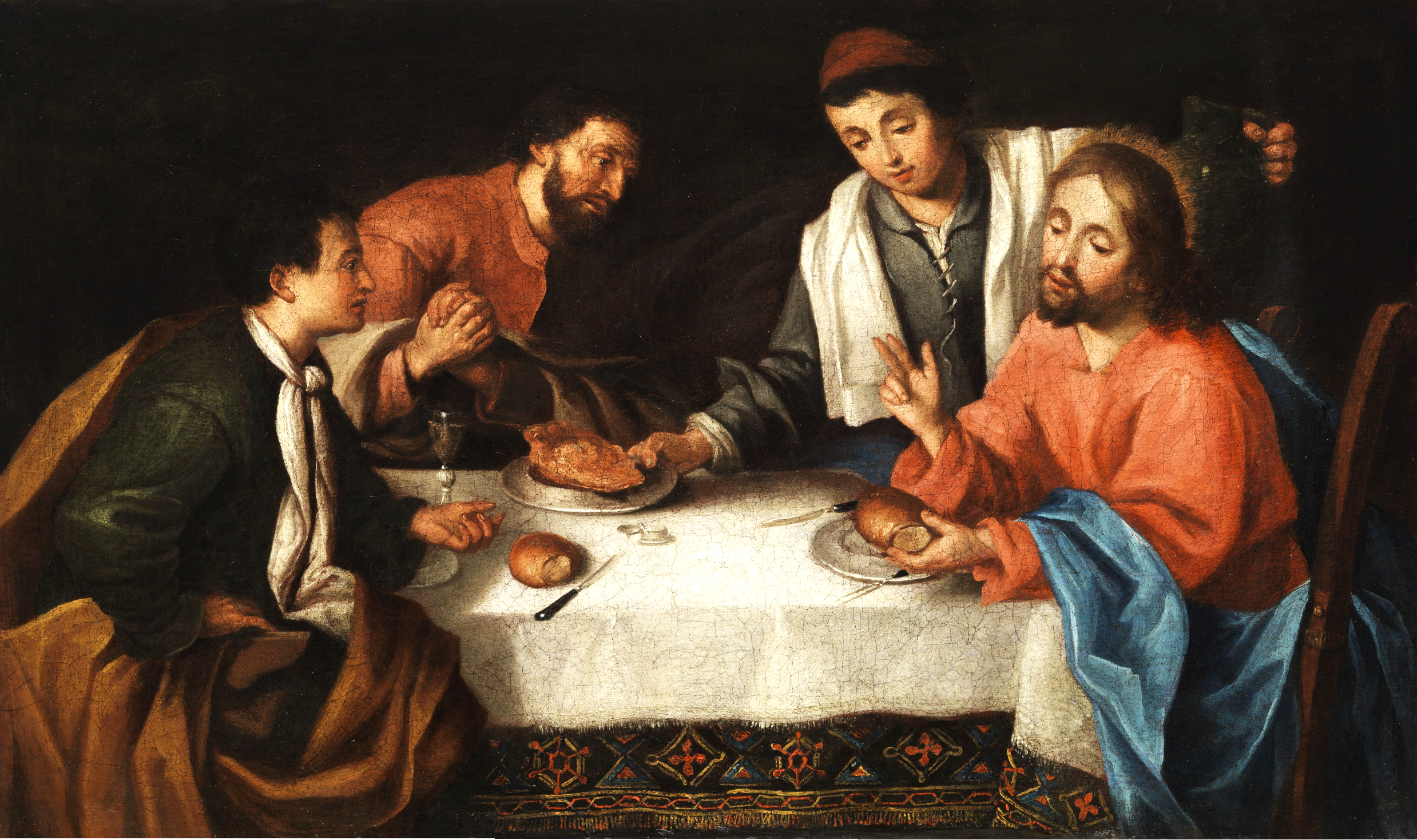
Emmaus, Christus beim Brotbrechen
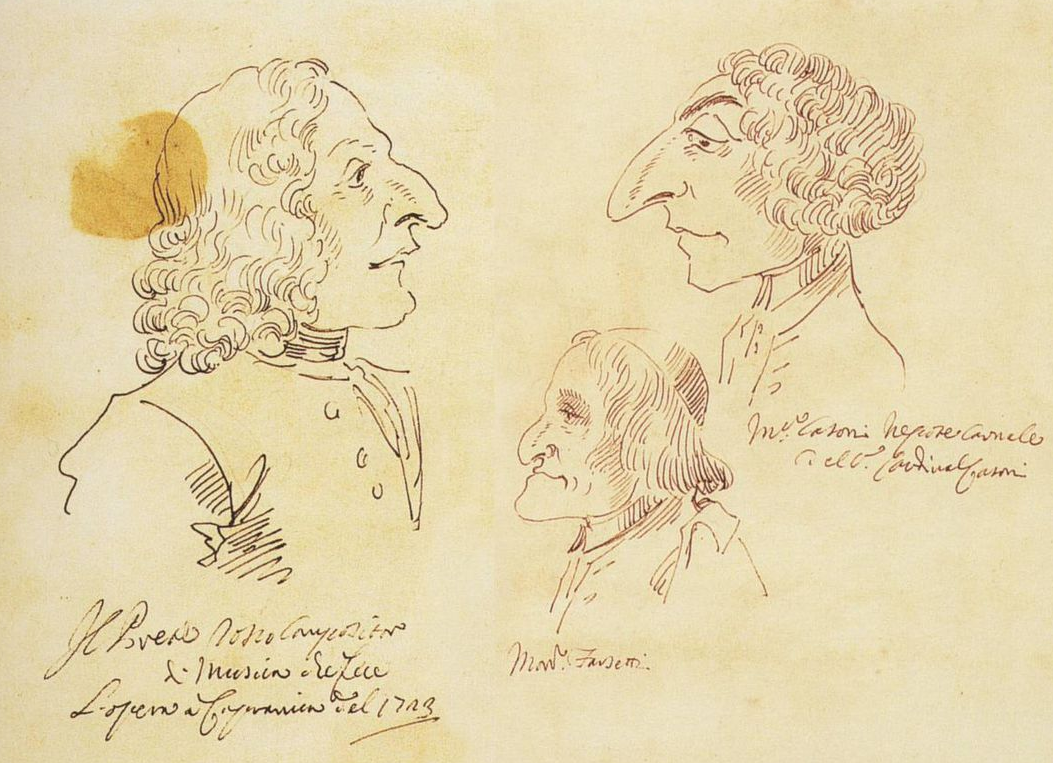
Drei Priester, die Person links ist Antonio Vivaldi, 1723
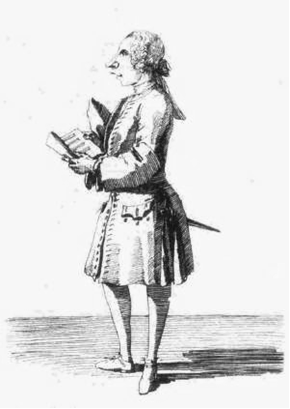
Farinelli
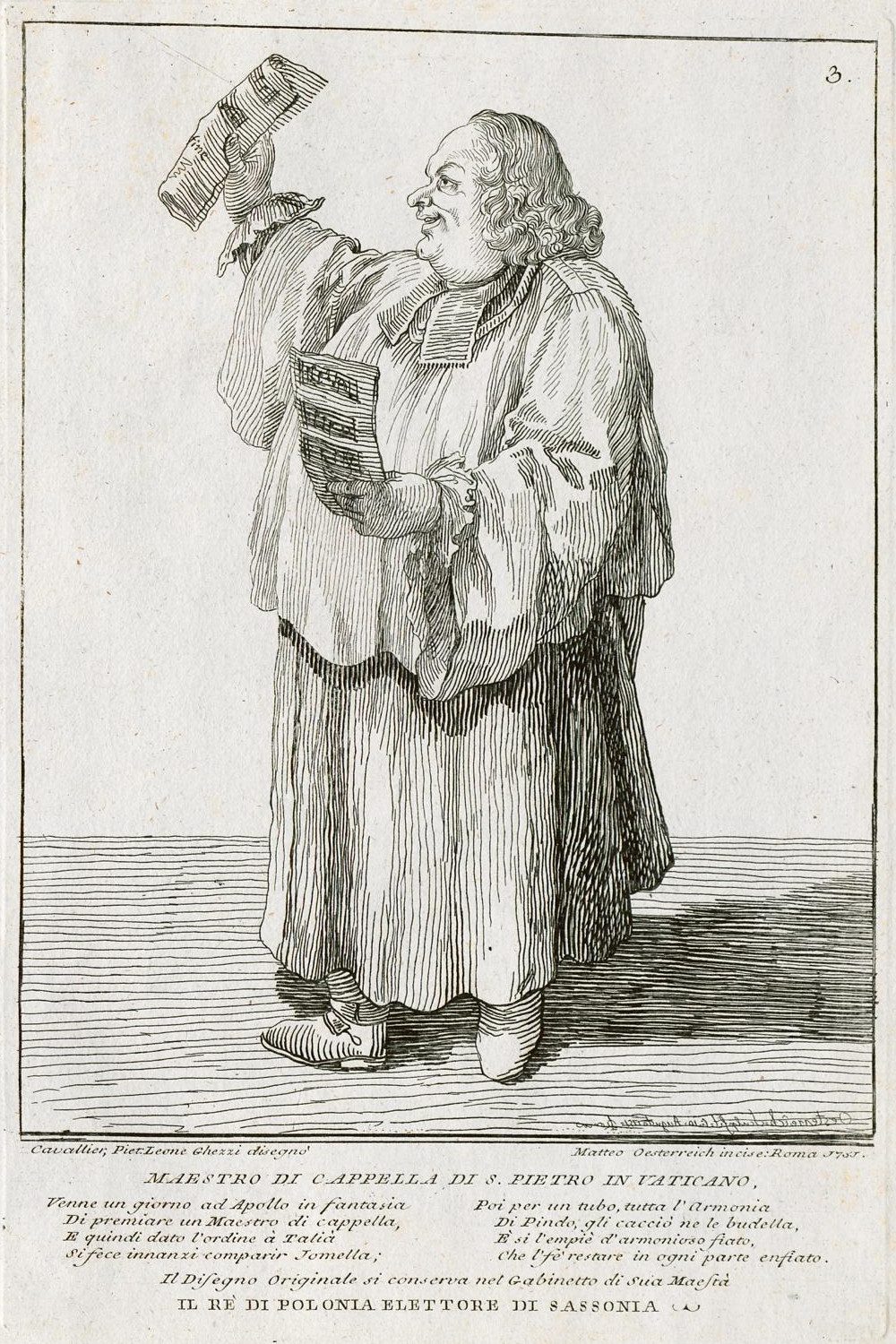
Niccolò Jommelli, nach 1750
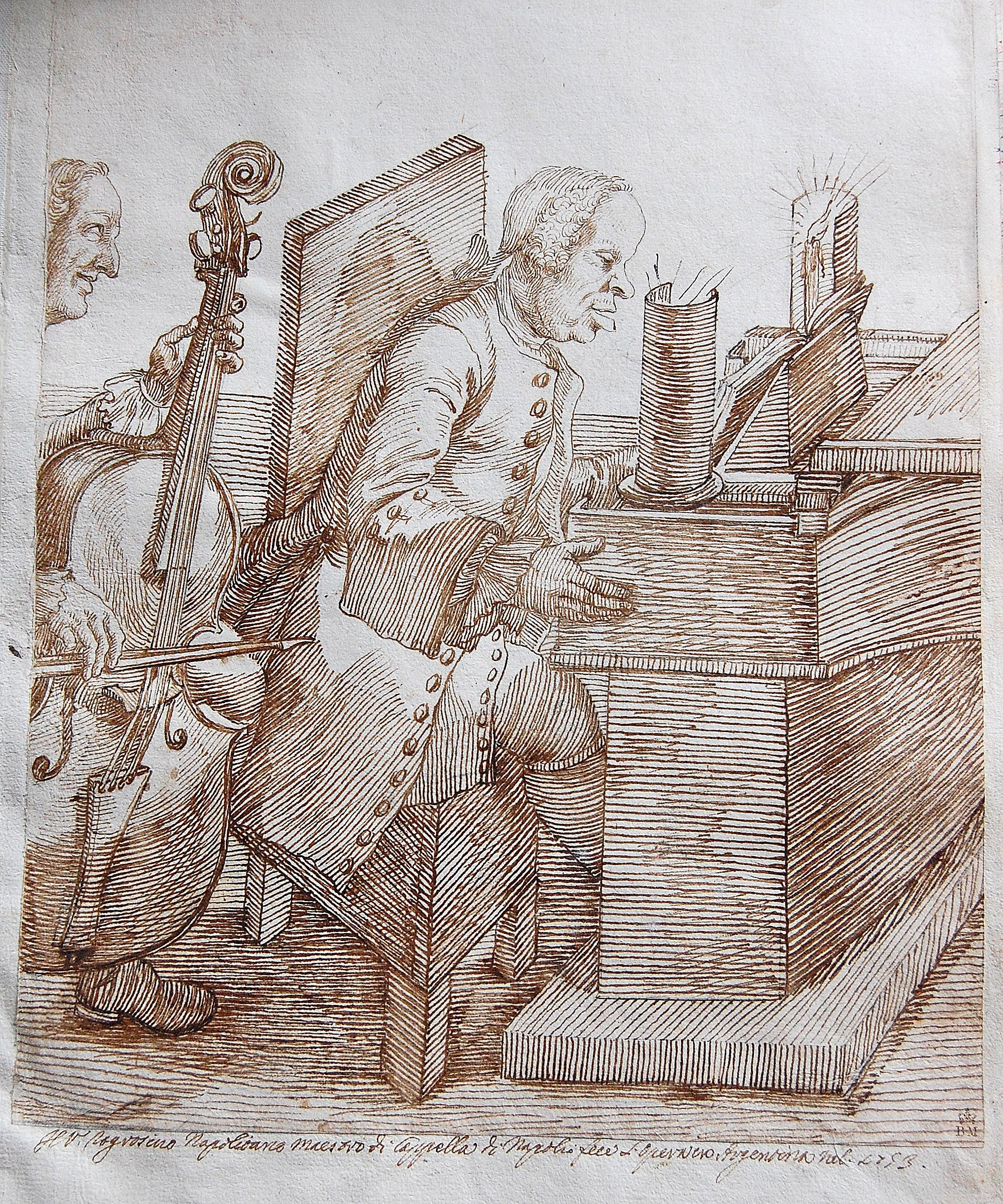
Nicola Bonifacio Logroscino Viola da Gamba-Spieler, 1753
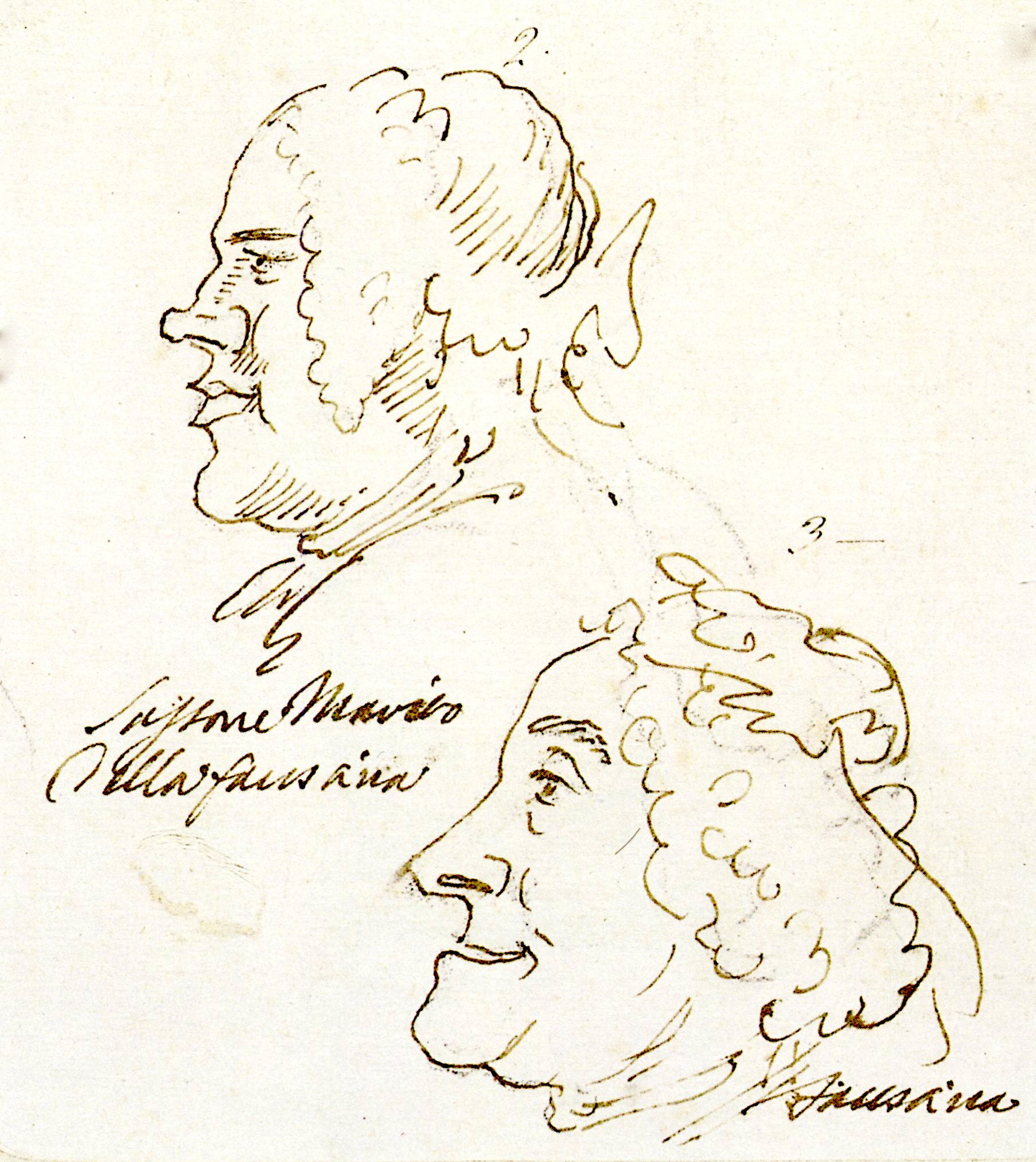
Johann Adolph Hasse und Faustina Bordoni, ca. 1739